# Torrent de les Febres

El Torrent de les Febres, respecte del terme de Granera

El torrent de les Febres és un torrent del terme municipal de Granera, a la comarca del Moianès.
Aquest curt torrent està situat a la zona més oriental del terme, a llevant de la masia de Salvatges. És afluent per l'esquerra del torrent de la Font de la Teula. Es forma a l'extrem de ponent del Pi de la Llagosta, al sud-oest de la Cova del Penitent i al nord-oest del Casalot de Coll d'Ases, des d'on davalla cap al nord-oest per abocar-se de seguida en el torrent de la Font de la Teula.